# Dimitrios Keramitsis
Dimitrios Keramitsis (gr. Δημήτριος Κεραμίτσης, ur. 1 lipca 2004 w Salonikach) – grecki piłkarz występujący na pozycji obrońcy w polskim klubie Pogoń Szczecin.

## Kariera klubowa
Keramitsis grę w piłkę nożną rozpoczął w Salonikach, grając w młodzieżowych drużynach Aris FC, PAOK FC oraz PAE Apolon Pondu. W 2020 roku przeniósł się do Włoch, gdzie dołączył do akademii Empoli FC. Z klubem tym zdobył mistrzostwo Primavery. Rok później trafił do AS Roma, gdzie występował głównie w drużynie młodzieżowej. W sezonie 2021/2022 zadebiutował w Serie A, notując jeden występ w pierwszym zespole.
6 września 2024 roku Keramitsis podpisał trzyletni kontrakt z Pogonią Szczecin, obowiązujący do 30 czerwca 2027 roku. Do klubu dołączył na zasadzie wolnego transferu z AS Roma. W barwach Pogoni zadebiutował w drużynie rezerw 15 września 2024 roku w meczu przeciwko Unii Swarzędz. Swoje pierwsze spotkanie w Ekstraklasie rozegrał 20 października 2024 przeciwko Rakowowi Częstochowa. W tym meczu otrzymał czerwoną kartkę za faul na Adriano Amorimie.

## Kariera reprezentacyjna
Keramitsis reprezentował Grecję w kategoriach U-18 i U-19, łącznie rozgrywając 12 meczów. W lipcu 2023 roku został powołany do reprezentacji Grecji U-19 na Mistrzostwa Europy 2023. W czerwcu 2025 roku otrzymał powołanie do reprezentacji Grecji U-21 na towarzyski mecz z Serbią.

## Styl gry
Mierzy 193 cm wzrostu i jest znany z fizycznego stylu gry oraz umiejętności gry obiema nogami, co pozwala mu na skuteczne budowanie akcji od tyłu.

## Sukcesy
Empoli U-19
- mistrzostwo Włoch: 2020/21

AS Roma U-19
- Puchar Włoch: 2022/23
- Superpuchar Włoch: 2023